# Are you alive?
Are you alive?（アー・ユー・アライブ）はLIVの5枚目のシングル。

## 概要
押尾学が主演を務めた関西テレビ制作・フジテレビ系「クニミツの政（まつり）」主題歌及び2枚目のアルバム「SKELETON KEY」先行シングル。これまでのシングルの中では最高順位を記録。

## 収録曲
1. Are you alive?
2. DIE
3. HEROES
作詞：押尾学　作曲：南徹　編曲：南徹・押尾学